# تراریختی
در زیست‌شناسی مولکولی، به دگرگونی ژنتیکی یاخته، برآمده از جذب مستقیم، پیوستگی، و بیان مواد ژنتیکی بیرونی (دی‌ان‌ای برون‌زاد) از محیط پیرامونی آن و کشیدن این مواد ژنتیکی از میان غشای (پوستهٔ) یاخته به درون آن، تراریختی می‌گویند.
از این پدیده،در آزمایشگاه‌های زیست‌شناسی مولکولی به روشهای گوناگونی بهره‌برداری می‌شود که از میان این روشها می‌توان به تفنگ ژنی، میکرواینجکشن، لیپوفکشن و … را نام برد.
در این روش، ژنهای ویژه‌ای از یک جاندار به دیگری انتقال می‌یابد و بدین ترتیب ویژگی‌های خاصی در یک گونهٔ نو ظاهر می‌شود که نتیجهٔ آن ایجاد یک جاندار با خصوصیات ویژه یا ایجاد صفات برتر در همان موجود خاص است.

## در گیاهان
روش عملی برای معرفی و بیان ژن‌های بیگانه در گیاهان اولین بار در سال ۱۹۸۴ در گیاه تنباکو شرح داده شد. از آن زمان تاکنون از فناوری تولید گیاهان تراریخته برای حدوداً ۱۲۰ گونه گیاهی استفاده شده‌است و هم‌اکنون زمین‌های زیادی در جهان زیر کشت گیاهان تراریخته قرار گرفته‌است.